# マーティ・ジャネッティ
マーティ・ジャネッティ（Marty Jannetty、1960年2月3日 - ）は、アメリカ合衆国のプロレスラー。ジョージア州コロンバス出身。
ショーン・マイケルズとのタッグチーム、ザ・ロッカーズ（The Rockers）での活躍で知られる。

## 来歴

### NWA〜AWA
全日本プロレスの常連中堅外国人だったジェリー・オーツのトレーニングを受け、1983年にデビュー。当初は師匠にあやかりマーティ・オーツ（Marty Oates）をリングネームとしていたが、すぐにマーティ・ジャネッティ（Marty Jannetty）に改名し、カンザスシティのNWAセントラル・ステーツ地区（CSW）においてトミー・ロジャースとアップタウン・ボーイズ（The Uptown Boys）を結成。ベビーフェイスの新鋭として売り出される。シングルでは1984年10月13日、バズ・タイラーを破りNWAセントラル・ステーツTV王座を獲得した。
1985年5月、テキサスのサンアントニオ地区から転戦してきた新人のショーン・マイケルズと新しくコンビを組むが、短期間でマイケルズはテキサスに戻り、ジャネッティはCSWに残留（同月25日にはリック・フレアーのNWA世界ヘビー級王座に挑戦している）。同年8月、全日本プロレスに初来日し、2代目タイガーマスクとシングルマッチで対戦した。帰国後の9月22日にはミスター・ポーゴからNWAセントラル・ステーツ・ヘビー級王座を奪取している。
1986年2月、バーン・ガニア主宰のAWAにおいてマイケルズと再合体。ロックンロール・エクスプレス（ロバート・ギブソン&リッキー・モートン）にあやかったアイドル系タッグチーム、ミッドナイト・ロッカーズ（The Midnight Rockers）として活動する。並行してCSWにも出場し、同年5月15日にNWAセントラル・ステーツ・タッグ王座を獲得した。
AWAではバディ・ローズ&ダグ・サマーズ、アレックス・スミルノフ&ポール・デマルコ、バッド・カンパニー（ポール・ダイヤモンド&パット・タナカ）などのチームと抗争、1987年1月27日にはローズ&サマーズからAWA世界タッグ王座を奪取した。同年12月27日にも、ポール・E・デンジャラスリー率いる "オリジナル" ミッドナイト・エクスプレス（デニス・コンドリー&ランディ・ローズ）を下して再び同王座を獲得している。この間、ジェリー・ジャレットとジェリー・ローラーが主宰していたテネシー州メンフィスのCWAにも参戦、AWA南部タッグ王座も2度に渡って獲得した。

### WWF

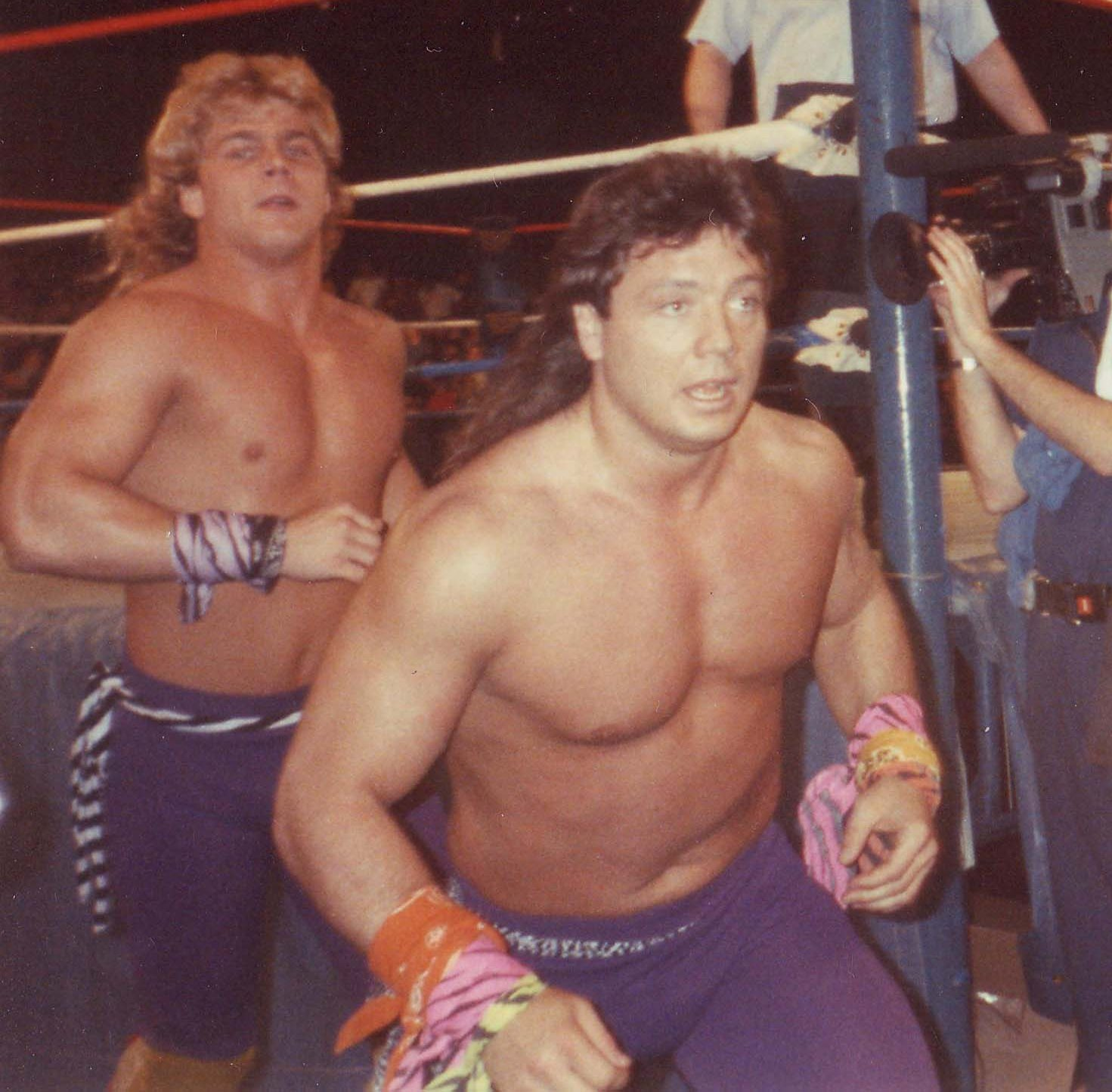
ザ・ロッカーズ（左がショーン・マイケルズ、右がマーティ・ジャネッティ）

ジャネッティ&マイケルズとWWFとの最初の契約は1987年6月だったが、不祥事を起こして2週間で解雇。その後AWA復帰を経て、1988年に再契約を交わした。チーム名はザ・ロッカーズ（The Rockers）と簡略化され、アイドル系の若手タッグチームとして女性や子供の観客からの支持を獲得。ハート・ファウンデーション（ブレット・ハート&ジム・ナイドハート）、デモリッション（アックス&スマッシュ）、ブレイン・バスターズ（タリー・ブランチャード&アーン・アンダーソン）、ツイン・タワーズ（ビッグ・ボスマン&アキーム）、パワー&グローリー（ハーキュリーズ&ポール・ローマ）、ナスティ・ボーイズ（ブライアン・ノッブス&ジェリー・サッグス）、ビバリー・ブラザーズ（ボウ・ビバリー&ブレイク・ビバリー）など、数々のチームと激闘を繰り広げたが、タッグ王座に就く機会には恵まれなかった。1991年には、当時のWWFの日本での提携先だったSWSにロッカーズとして度々来日している。
1991年11月27日、サバイバー・シリーズ'91における同士射ちを発端にマイケルズとの仲間割れアングルが勃発。翌1992年初頭のブルータス・ビーフケーキのインタビュー・コーナー "バーバーショップ" で一旦は和解したかに見えたが、不意をついたマイケルズがスウィート・チン・ミュージックでジャネッティをKO。ロッカーズは解散し、マイケルズはヒールのシングルプレイヤーとして売り出されることになるが、ジャネッティはマイケルズの急襲による負傷というアングルのもと、諸事情のためしばらくWWFを離脱する。
カムバック後は、1993年よりマイケルズとの本格的な抗争がスタート。1月24日のロイヤルランブル'93ではマイケルズのインターコンチネンタル王座に挑戦、試合では当時マイケルズとの間に軋轢が生じていたマネージャーのセンセーショナル・シェリーがジャネッティのセコンドに付いた。その後もIC王座を巡る連戦を行い、5月17日のマンデー・ナイト・ロウにてマイケルズを下してタイトルを獲得するが、6月6日のリターンマッチではディーゼルの介入によりマイケルズに奪還に成功されている。
同年下期からは同じくマイケルズやディーゼルと反目していたレイザー・ラモンや1-2-3キッドと共闘し、翌1994年1月10日にはキッドとのコンビでザ・ケベッカーズ（ジャック&ピエール）からWWF世界タッグ王座を奪取。翌週のRAWで奪還され、またもや短命王者に終わったものの、ロッカーズ時代には成し得なかった同王座への初戴冠を果たした。しかし、ロッカーズ時代に起こしたリング禍の裁判が同年より始まり、再びWWFから姿を消すことになる。
その後、ECWへのスポット参戦（エディ・ゲレロらと対戦）を経て1995年9月よりWWFに復帰したがポジションを見出せず、1996年下期にレスラーとしてのキャリアでは初めてとなるヒールに転向。リーフ・キャシディことアル・スノーとのニュー・ロッカーズ（The New Rockers）で活動するもファンの反応は鈍く、同年末をもってWWFを退団した。

### 復帰〜近年

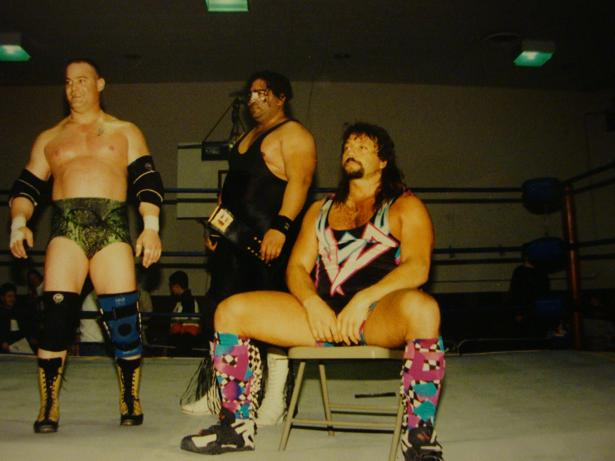
1997年、インディー団体Ultimate Championship Wrestlingにて

1997年は東部のインディー団体を転戦し、1998年よりWCWと契約。従来通りのベビーフェイスとしてスコット・スタイナー、クリス・ジェリコ、クリス・ベノワらと対戦するが、ミッドカード専門のジョバーのポジションに甘んじ、同年下期に肩を負傷して解雇された。
その後しばらく近況が聞かれなかったが、2003年頃よりインディー団体でカムバックし、2004年7月にはロッカーズ・ギミックの先達であるロックンロール・エクスプレスのギブソンとのロックン・ロッカーズ（The Rock 'n' Rockers） としてIWAジャパンに登場、1992年2月のSWS参戦以来となる久々の来日を果たした。
そして2005年、3月14日開催のRAWにおいてWWEに電撃復帰。マイケルズとの一夜限りのロッカーズ再結成が実現し、ラ・レジスタンス（シルヴァン・グラニエ&ロブ・コンウェイ）に勝利した。3月17日放送のスマックダウンでは、レッスルマニア21に向けて当時マイケルズと抗争中だったカート・アングルとも対戦。ファンの反応も上々でフルタイム契約が結ばれたにもかかわらず、不祥事のため7月に契約は破棄された。
翌2006年2月20日、再びWWE（RAW）に登場。スピリット・スクワッドの5人がかりの攻撃からマイケルズを救出して大喝采を浴びたが、以降も解雇と復帰を繰り返し、WWEにはパートタイム参戦の状態となる。2007年12月10日のRAW15周年大会では、やはりマイケルズと抗争していたミスター・ケネディと対戦した。
2009年には、前週に元タッグパートナー同士のUS王者ザ・ミズとIC王者ジョン・モリソンが自分達をロッカーズになぞらえ、互いのどちらかがマイケルズの如く成功し一方はジャネッティのように没落する、と言い争ったのを受け10月19日のRAWに登場。ジャネッティを散々に愚弄したミズと対戦するが、スカル・クラッシング・フィナーレを食らいフォール負けを喫した。
その後もセミリタイアの状態ながらインディー団体へのスポット参戦を続け、2011年からはチカラに出場した。

## 得意技
- ロッカー・ドロッパー（Rocker Dropper）
- 雪崩式パワーボム
- スーパーキック
- ミサイル・ドロップキック
- フライング・クロス・ボディ
- ダイビング・フィスト･ドロップ

## 獲得タイトル
セントラル・ステーツ・レスリング
- NWAセントラル・ステーツTV王座：2回 [3]
- NWAセントラル・ステーツ・ヘビー級王座：2回 [8]
- NWAセントラル・ステーツ・タッグ王座：4回（w / トミー・ロジャース×2、ブルドッグ・ボブ・ブラウン、ショーン・マイケルズ）  [11]

アメリカン・レスリング・アソシエーション
- AWA世界タッグ王座：3回（w / ショーン・マイケルズ） [12]

コンチネンタル・レスリング・アソシエーション
- AWA南部タッグ王座：2回（w / ショーン・マイケルズ） [13]

ワールド・レスリング・フェデレーション
- WWFインターコンチネンタル王座：1回 [17]
- WWF世界タッグ王座：1回（w / 1-2-3キッド） [19]

インディー団体
- MTWヘビー級王座：1回
- MWAヘビー級王座：1回
- NBPWヘビー級王座：1回
- WWWAインターコンチネンタル王座：1回
- SWA TV王座：1回
- UWCタッグ王座：1回（w / Purple Hooter）